# 没食子酸乙酯
没食子酸乙酯（英語：Ethyl gallate）是一种酚酸类化合物，是没食子酸与乙醇形成的酯，可作为食品添加剂，E编码E313，存在于千果榄仁（学名：Terminalia myriocarpa）、诃子（学名：Terminalia chebula）等植物中。